# Four Year Strong
Four Year Strong é uma banda americana de pop punk e hardcore melódico de Worcester, Massachusetts, formada em 2001. O grupo consiste dos vocalistas e guitarristas Dan O'Connor e Alan Day, baixista Joe Weiss, ao baterista Jake Massucco. Eles lançaram quatro álbuns de estúdio com o último, In Some Way, Shape, Or Form, lançado em 4 de Novembro de 2011.

## Formação e Its our Time
Depois de muitas trocas de integrantes, a banda ficou com os atuais membros, Dan O'coonor, Alan Day, Jake Massuco, Joe Weiss mas com troca de vários tecladistas (mais tarde, pouco antes do Rise or Die Trying entrou o tecladista Josh Lyford), eles lançaram o seu primeiro registro Its our Time pela I Surrender Records que não vendeu muito, apenas limitadas 400 copias.

## Influências
A banda tem  de influências do pop punk e do hardcore punk como Lifetime,Gorilla Biscuits,New Found Glory,Blink-182,Saves the Day,e também algumas influências da cultura pop dos anos 90. Eles fazem algumas citações de filme da década de 90 em letras e títulos de música. Eles foram influenciados por todas as bandas que estão na capa do álbum Explains It All.

## Integrantes
Atuais
- Dan O'Connor - vocal, guitarra (desde 2001)
- Alan Day - vocal, guitarra (desde 2001)
- Joe Weiss - baixo(desde 2004)
- Jake Massucco - bateria (desde 2001)

Antigo
- Josh Lyford - teclado, sintetizador, piano (2006–2011)
- Teddy Petsas - vocal (2001)
- Ardie Petsas - baixo (2001–2004)
- Bryan Gregoire - vocal (2001–2002)
- John Dagnello - guitarra (2002)
- Eric Stone - sintetizadores (2005)
- Tim Savas - sintetizadores (2005)
- Jim Doucette - guitarra
- Chris Curran - sintetizadores (2005)

## A saída de Josh Lyford
Em abril de 2011, Josh Lyford (tecladista e vocalista) deixou a banda. Abalados, Dan, Alan, Joe e Jake explicaram o motivo da saída do tecladista. O principal motivo da saída do integrante foi por ele ter escolhido focar seu trabalho unicamente no seu projeto ex-paralelo ao Four Year Strong, o FoxFires.Mas mais tarde Dan,Alan,Joe e Jake falaram que não queria mais continuar com o teclados nas músicas

## Discografia

### Álbuns
| Data de lançamento     | Título                      | Gravadora                 | Billboard 200 |
| ---------------------- | --------------------------- | ------------------------- | ------------- |
| Janeiro de 2005        | It's Our Time               | Open Your Eyes Records    | -             |
| 18 de Setembro de 2007 | Rise or Die Trying          | I Surrender Records       | -             |
| 9 de Março de 2010     | Enemy of the World          | Decaydance/Motown Records | 40            |
| 4 de Novembro de 2011  | In Some Way, Shape, Or Form | Decaydance Records        | -             |
| 2 de Junho de 2015     | Four Year Strong            | God City Studios          | -             |

### Álbum de covers
| Data de lançamento  | Título          | Gravadora              | Billboard 200 |
| ------------------- | --------------- | ---------------------- | ------------- |
| 21 de Julho de 2009 | Explains It All | Decaydance/I Surrender | 115           |

### Demos/EPs
| Título                                            | Data de lançamento     |
| ------------------------------------------------- | ---------------------- |
| Demo [2002] - Good chance it doesn't even exist   | 22 de November de 2002 |
| The Glory                                         | 2003                   |
| Demo [2004]                                       | 2004                   |
| Demo [2005]                                       | 2005                   |
| Demo [2006]                                       | 2006                   |
| It's Not The Size of the 7"...It's How You Use It | 2010                   |
| Go Down in History                                | 2014                   |

### Singles
| Título                                                 | Data de lançamento     |
| ------------------------------------------------------ | ---------------------- |
| "It Must Really Suck to Be Four Year Strong Right Now" | 21 de Dezembro de 2009 |
| "Wasting Time (Eternal Summer)"                        | 9 de Fevereiro de 2010 |

### Compilações
- Punk the Clock Vol. III: Property of a Gentleman
  - "Heroes Get Remembered, Legends Never Die (Versão Alternativa)
- Take Action! Vol. 7
  - "Heroes Get Remembered Legends Never Die" (Videoclipe).
- The Sounds of Summer Sampler Vol. 2
  - "Bada Bing! Wit' a Pipe!".
- Warped Tour 2008 Tour Compilation
  - "Bada Bing! Wit' a Pipe!"
- A Tribute to Blink 182: Pacific Ridge Records Heroes of Pop-Punk
  - "Dumpweed" (Cover de Blink-182)
- Punk Goes Pop 2
  - "Love Song" (Cover de Sara Bareilles)
- In Some Way, Shape, Or Form
  - "Just Drive" (Videoclip).